# Aleksandr Siomin
Aleksandr Walerjewicz Siomin, ros. Александр Валерьевич Сёмин (ur. 3 marca 1984 w Krasnojarsku) – rosyjski hokeista, reprezentant Rosji, dwukrotny olimpijczyk, działacz hokejowy.

## Kariera klubowa
- Traktor Czelabińsk (2001-2002)
- Łada Togliatti (2002-2003)
- Washington Capitals (2003-2004)
  -  Portland Pirates (2003-2004)
- Łada Togliatti (2004-2005)
- Chimik Mytiszczi (2004-2005)
- Washington Capitals (2006-2012)
- Carolina Hurricanes (2012-2015)
  -  Sokoł Krasnojarsk (2012)
  -  Torpedo Niżny Nowogród (2012-2013)
- Montreal Canadiens (2015)
- St. John’s IceCaps (2015)
- Mietałłurg Magnitogorsk (2015-2017)
- Sokoł Krasnojarsk (2017-2018)
- Witiaź Podolsk (2018-2021)

### Początki kariery
Jest wychowankiem Sokoła Krasnojarsk. Jego profesjonalny debiut nastąpił w barwach Traktora Czelabińsk w rozgrywkach Wysszaja Liga. Po zdobyciu 21 bramek i 8 asyst w sezonie 2001/2002 został draftowany w 2002 roku przez Washington Capitals z trzynastym numerem. Jednak wówczas pozostał jeszcze przez rok w Rosji i występował w klubie Łada Togliatti w Superlidze. W sezonie zdobył 10 goli i zaliczył 7 asyst, występując w 47 meczach.

### Debiut w NHL
W sezonie NHL (2003/2004) Siomin zadebiutował w NHL w drużynie Washington Capitals. Zdobył 10 goli, zaliczając 12 asyst w 52 meczach. Pod koniec sezonu został przekazany do klubu Portland Pirates w AHL, gdzie zdobył łącznie 15 punktów w 11 meczach.

### Powrót do Rosji
Z powodu lockoutu w sezonie 2004/2005 Siomin powrócił do ligi rosyjskiej i ponownie występował w Ładzie Togliatti. Podczas dwóch sezonów zagrał 66 meczów, strzelając 24 bramki i zaliczając 15 asyst. W trakcie drugiego sezonu (2005/2006) przeniósł się do klubu Chimik Mytiszczi. Tamże uczestniczył w 34 meczach, zdobywając w nich 15 punktów (6 bramki i 9 asyst).

### Washington Capitals

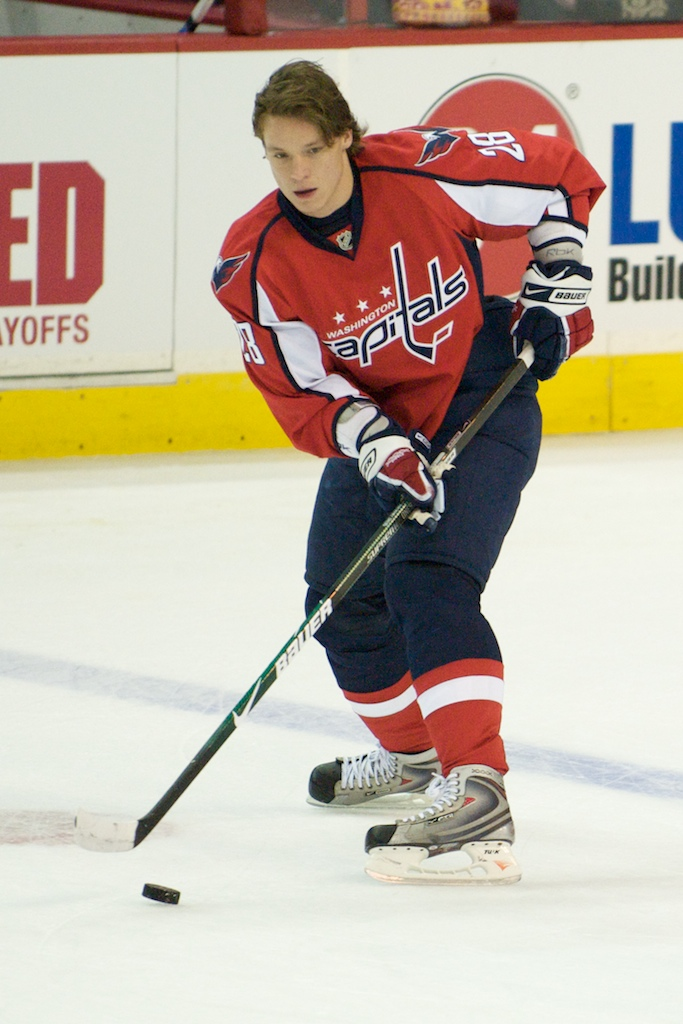
Aleksandr Siomin w barwach Washington Capitals (2009)

Po dwóch sezonach w Rosji Siomin powrócił do NHL i występów w Washington Capitals. W sezonie 2006/2007 w 77 meczach zdobył 38 bramek, zaliczając przy tym 35 asyst. Warto odnotować, że w meczu z Carolina Hurricanes zdobył swojego pierwszego w karierze hat-tricka. W tym sezonie został zestawiany w formacji z rodakiem, Aleksandrem Owieczkinem podczas przewag ilościowych. Obaj wygrali zespołową klasyfikację strzelców, a na dodatek jako jeden z trzech zawodników w drużynie zdobył więcej niż 30 bramek. Po udanym powrocie do NHL, w kolejnym sezonie 2007/2008 stworzył stały atak wraz z Owieczkinem i Szwedem Nicklasem Bäckströmem. W sezonie zasadniczym Siomin zagrał w 63 meczach zdobywając 26 bramek i 16 asyst. Dodatkowo w fazie play-off rozegrał 7 meczów zdobywając 8 punktów, w tym 3 bramki. W sezonie 2008/2009 zagrał w 62 meczach sezonu regularnego, uzyskując wynik 79 punktów (w tym 34 bramki i 45 asyst). W play-off wystąpił w 14 meczach zdobywając 14 punktów (wliczając w to 5 bramek). Jednak Stołeczni odpadli przegrywając z późniejszym zdobywcą Pucharu Stanleya, Pittsburgh Penguins. W sezonie 2009/2010 podpisał jednoroczny 6-milionowy kontrakt z klubem. Podczas sezonu strzelił 40 bramek i zaliczył 44 asysty. W play-offa wystąpił w 7 meczach zaliczając 2 asysty. W sezonie 2010/2011 w fazie zasadniczej rozegrał 65 spotkań, a zdobył w nich 54 punkty za 28 goli i 26 asyst, zaś w fazie play-off zagrał 9 mecze, a w nich zdobył 6 punktów (4 gole i 2 asysty). W edycji 2011/2012 wystąpił 77 razy, w tym czasie uzyskując 54 punkty za 21 goli i 33 asysty. W play-off zagrał 14 spotkań - w nich strzelił 3 bramki i miał 1 asystę, w sumie 4 punkty. Po sezonie i łącznie siedmiu sezonach spędzonych w Waszyngtonie rozstał się z klubem.

### Carolina Hurricanes
26 lipca 2012 roku pioinformowano o podpisaniu przez Siomina 1-rocznego kontraktu z klubem Carolina Hurricanes, opiewającego na sumę 7 mln dolarów rocznie.
Od września do października 2012 roku w okresie lokautu w sezonie NHL (2012/2013) był związany kontraktem z macierzystym klubem Sokoł Krasnojarsk, występującycm w rozgrywkach Wysszaja Chokkiejnaja Liga (WHL). Rozegrał cztery spotkania (2 gole i 2 asysty), po czym odszedł z klubu. Tuż po tym związał się z klubem Torpedo Niżny Nowogród i występował w nim do zakończenia lokautu w styczniu 2013 roku.

### Montreal Canadiens
Od lipca 2015 zawodnik Montreal Canadiens. W grudniu 2015 przekazany do St. John’s IceCaps w lidze AHL.
W trakcie zyskał pseudonim The Other Alex (Inny Aleks).

### KHL
Od grudnia 2015 zawodnik Mietałłurga Magnitogorsk. Pozostawał w klubie do kwietnia 2017. Po sezonie KHL (2016/2017) zakończył karierę hokejową i podjął studia wyższe na Sybirskim Federalnym Uniwersytecie w rodzinnym Krasnojarsku na kierunku metalurgicznym. W sezonie 2017/2018 grał ponownie w macierzystym Sokole Krasnojarsk w rozgrywkach WHL. W maju 2018 został zawodnikiem Witiazia Podolsk w KHL. Z końcem kwietnia 2021 odszedł z klubu.

## Kariera reprezentacyjna

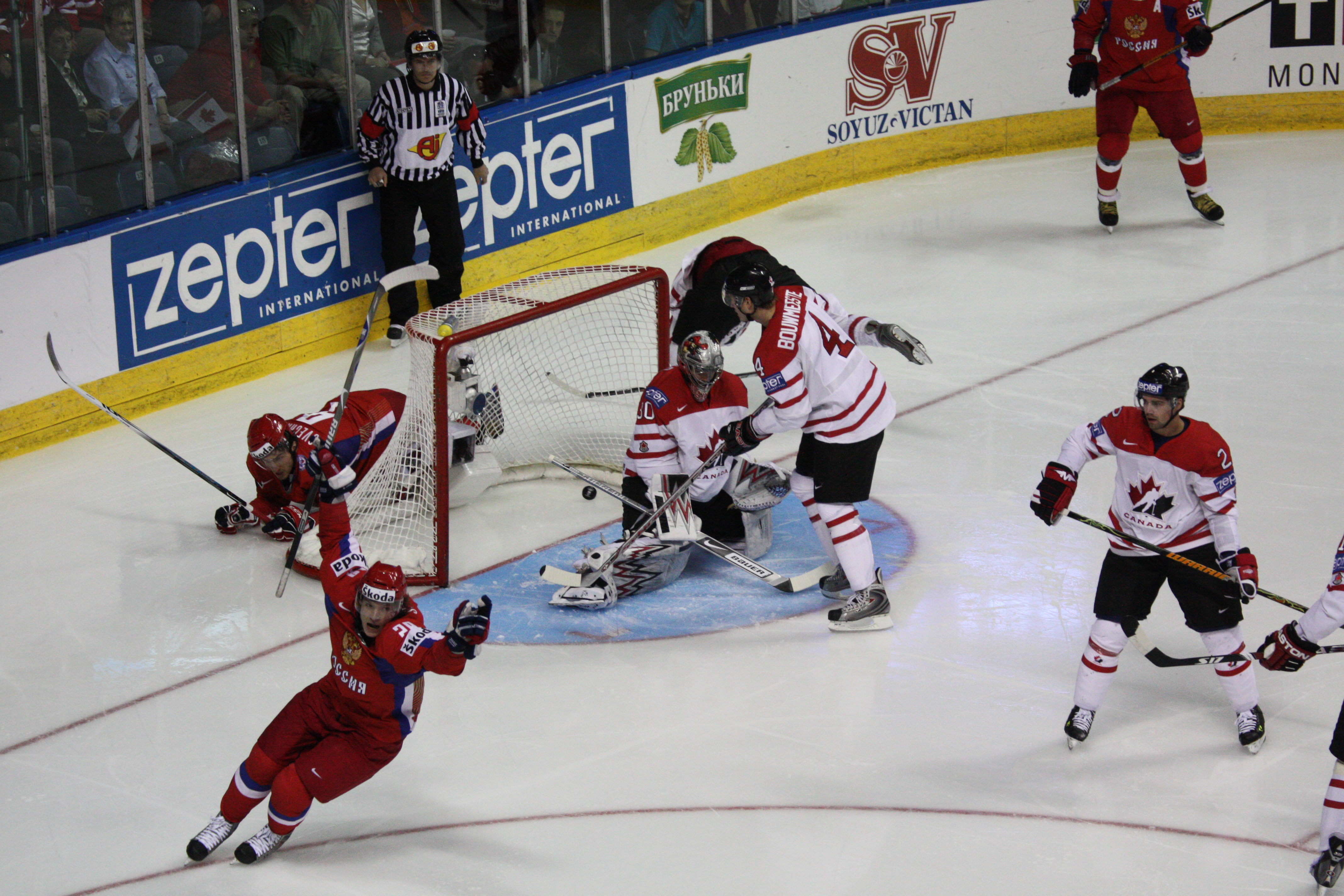
Bramka Siomina w finale MŚ 2008

Po raz pierwszy dla Rosji zagrał w 2002 w Mistrzostwach świata juniorów do lat 18 zdobywając 2. miejsce. Podczas nich rozegrał 8 meczów, zdobywając 15 punktów (8 bramek, 7 asyst). W 2004 roku zagrał na Mistrzostwach świata juniorów, gdzie wraz z reprezentacją Rosji wywalczył 5 miejsce (grając w 6 meczach zdobył 4 punkty, po dwie bramki i asysty). W seniorskiej kadrze uczestniczył w turniejach mistrzostw świata w 2003, 2005, 2006, 2008, 2010, 2012 oraz na zimowych igrzyskach olimpijskich 2010. Dwukrotnie zdobył piąte miejsce, raz trzecie (2005), raz drugie (2010) oraz dwukrotnie złoty medal: w 2008 (w finale z Kanadą zdobył dwie pierwsze bramki) i w 2012). W 2010 roku zagrał na Igrzyskach Olimpijskich, jednak tam nie odniósł większych sukcesów. Wraz z kolegami z kadry zdobył 6. miejsce, zaliczając tylko 2 asysty.
Uczestniczył w turniejach mistrzostw świata w 2005, 2006, 2008, 2010, 2012 oraz zimowych igrzysk olimpijskich 2010, 2014.

## Statystyki

### Klubowe
| 2001–02 | Traktor Czelabińsk  | RUS-2   | 46  | 13  | 8   | 21  | 52  | —  | — | —  | —  | —  |
| 2002–03 | Łada Togliatti      | RSL     | 47  | 10  | 7   | 17  | 36  | 10 | 5 | 3  | 8  | 10 |
| 2003–04 | Washington Capitals | NHL     | 52  | 10  | 12  | 22  | 36  | —  | — | —  | —  | —  |
| 2003–04 | Portland Pirates    | AHL     | 4   | 3   | 1   | 4   | 6   | 7  | 4 | 7  | 11 | 19 |
| 2004–05 | Łada Togliatti      | RSL     | 50  | 19  | 11  | 30  | 54  | 10 | 1 | 1  | 2  | 0  |
| 2005–06 | Łada Togliatti      | RSL     | 16  | 5   | 4   | 9   | 52  | —  | — | —  | —  | —  |
| 2005–06 | Chimik Mytiszczi    | RSL     | 26  | 3   | 7   | 10  | 26  | 8  | 3 | 2  | 5  | 6  |
| 2006–07 | Washington Capitals | NHL     | 77  | 38  | 35  | 73  | 90  | —  | — | —  | —  | —  |
| 2007–08 | Washington Capitals | NHL     | 63  | 26  | 16  | 42  | 54  | 7  | 3 | 5  | 8  | 8  |
| 2008–09 | Washington Capitals | NHL     | 62  | 34  | 45  | 79  | 77  | 14 | 5 | 9  | 14 | 16 |
| 2009–10 | Washington Capitals | NHL     | 73  | 40  | 44  | 84  | 66  | 7  | 0 | 2  | 2  | 4  |
| Łącznie | Łącznie             | Łącznie | 327 | 148 | 152 | 300 | 323 | 28 | 8 | 16 | 24 | 28 |

### Reprezentacyjne

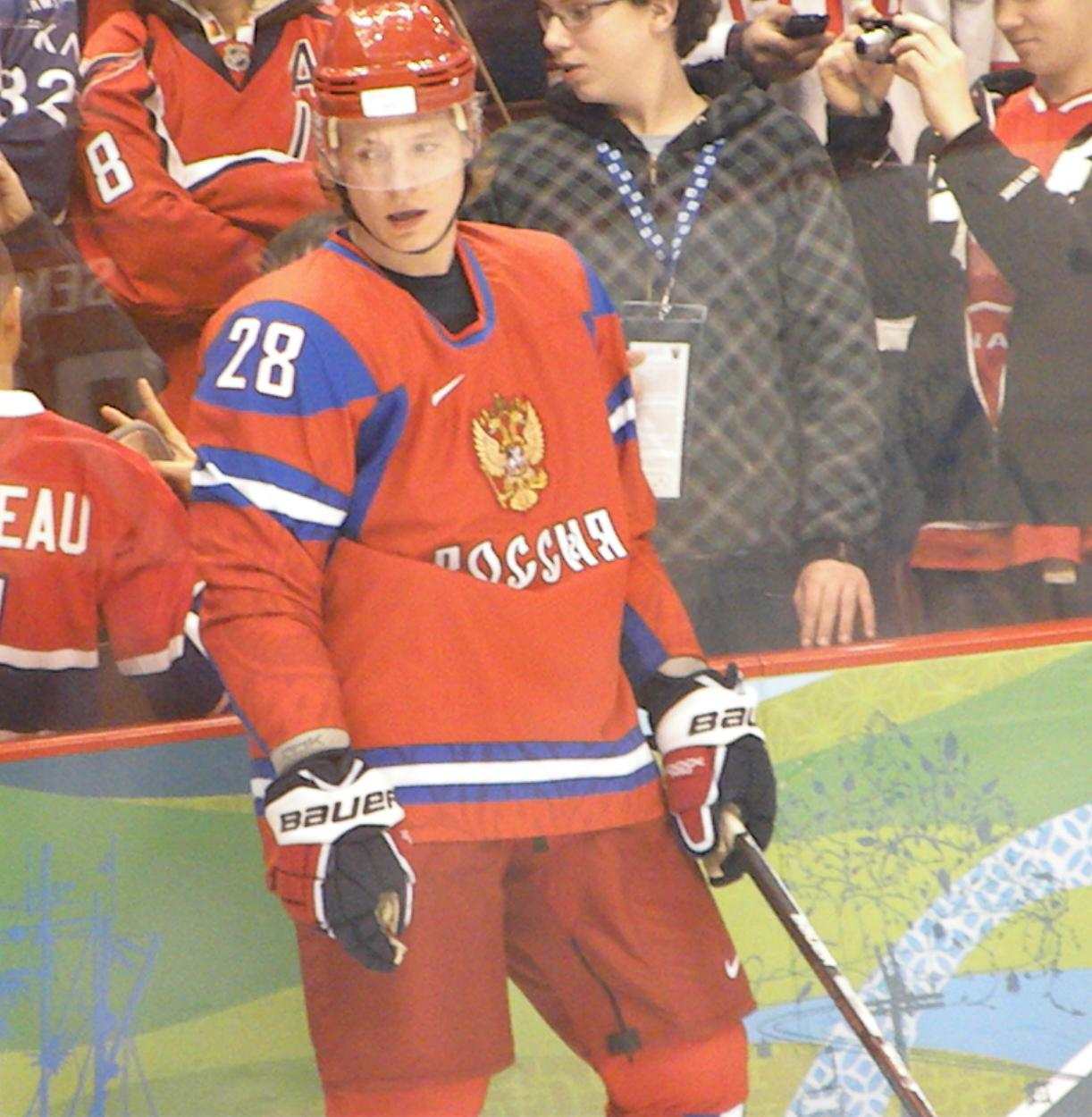
Aleksandr Siomin w barwach reprezentacji Rosji (2008)

| Rok              | Kraj             | Impreza          | Miejsce          |    | GP | G  | A  | Pts | PIM |
| ---------------- | ---------------- | ---------------- | ---------------- | -- | -- | -- | -- | --- | --- |
| 2002             | Rosja            | WJC18            | 2. miejsce       | 8  | 8  | 7  | 15 | 16  |     |
| 2004             | Rosja            | WJC              | 5. miejsce       | 6  | 2  | 2  | 4  | 10  |     |
| Juniorzy łącznie | Juniorzy łącznie | Juniorzy łącznie | Juniorzy łącznie | 14 | 10 | 9  | 19 | 26  |     |
| 2003             | Rosja            | WC               | 5. miejsce       | 6  | 0  | 0  | 0  | 0   |     |
| 2005             | Rosja            | WC               | 3. miejsce       | 6  | 3  | 0  | 3  | 8   |     |
| 2006             | Rosja            | WC               | 5. miejsce       | 7  | 3  | 3  | 6  | 8   |     |
| 2008             | Rosja            | WC               | 1. miejsce       | 9  | 6  | 7  | 13 | 8   |     |
| 2010             | Rosja            | Oly              | 6. miejsce       | 4  | 0  | 2  | 2  | 4   |     |
| 2010             | Rosja            | WC               | 2. miejsce       | 8  | 1  | 4  | 5  | 12  |     |
| Seniorzy łącznie | Seniorzy łącznie | Seniorzy łącznie | Seniorzy łącznie | 40 | 13 | 16 | 29 | 40  |     |

## Sukcesy
Reprezentacyjne
- Srebrny medal mistrzostw świata juniorów do lat 18: 2002
- Złoty medal mistrzostw świata: 2008, 2012
- Srebrny medal mistrzostw świata: 2010
- Brązowy medal mistrzostw świata: 2005

Klubowe
- Puchar Gagarina – mistrzostwo KHL: 2016 z Mietałłurgiem Magnitogorsk
- Złoty medal mistrzostw Rosji: 2016 z Mietałłurgiem Magnitogorsk
- Finał o Puchar Gagarina: 2017 z Mietałłurgiem Magnitogorsk
- Srebrny medal mistrzostw Rosji: 2017 z Mietałłurgiem Magnitogorsk

Indywidualne
- Nagroda dla najlepszego pierwszoroczniaka Superligi w sezonie 2002/2003
- KHL (2015/2016):
  - Najlepszy napastnik - finały konferencji[13]
  - Piąte miejsce w klasyfikacji strzelców w fazie play-off: 7 goli
- KHL (2018/2019):
  - Piąte miejsce w klasyfikacji strzelców zwycięskich goli meczowych w sezonie zasadniczym: 7 goli
- KHL (2019/2020):
  - Nagroda Siergieja Gimajewa za Lojalność Hokejowi (dla najlepszego weterana lub trenera)[14][15]

Wyróżnienie
- Zasłużony Mistrz Sportu Rosji w hokeju na lodzie: 2009

## Kariera działacza
Na początku września 2022 ogłoszono, że został prezydentem klubu Sokoł Krasnojarsk.